# Личвил (Северна Дакота)
Личвил (енгл. Litchville) град је у америчкој савезној држави Северна Дакота.

## Демографија
По попису из 2010. године број становника је 172, што је 19 (-9,9%) становника мање него 2000. године.
| Група             | 2000.       | 2010.       |
| Белци             | 187 (97,9%) | 163 (94,8%) |
| Афроамериканци    | 0 (0,0%)    | 1 (0,6%)    |
| Азијати           | 1 (0,5%)    | 0 (0,0%)    |
| Хиспаноамериканци | 0 (0,0%)    | 1 (0,6%)    |
| Укупно            | 191         | 172         |